# Agustín Pardella
Agustín Pardella, né à Buenos Aires le 12 janvier 1994, est un acteur, musicien et auteur-compositeur-interprète argentin.

## Biographie
Agustín Pardella est un élève du Collège De La Salle de Buenos Aires.   
Il commence sa carrière d'acteur au cinéma en 2011, sous la direction de la réalisatrice Paula Hernández dans le film argentin Un amor, dans lequel joue notamment l'actrice Elena Roger.  
Il obtient une audience internationale pour son rôle dans la série L'Été à Cielo Grande, diffusée sur le réseau Netflix en 2022, puis dans celui de Fernando Parrado ("Nando") dans Le Cercle des neiges de Juan Antonio Bayona, sorti en 2023. Le film, produit par Belén Atienza et Sandra Hermida, raconte l'histoire des survivants de la catastrophe du vol Fuerza Aérea Uruguaya 571 et représente l'Espagne aux Oscars en 2024.

## Filmographie
- 2011: Un amor
- 2015: Como un amor sin sexo
- 2015: Francisco: El padre Jorge
- 2017: Pinamar.
- 2018: Los olvidados
- 2020: Ámbar
- 2023: Le Cercle des neiges